# Rio Pará
O rio Pará, também chamado de rio Parauaú, rio Jacaré Grande, canal do Marajó, furo dos Macacos, furo de Santa Maria, estreitos de Breves e baía das Bocas, é um curso de água e imenso complexo estuarino que funciona como canal-paraná entre do Tocantins (e a baía do Marajó), com o Campina Grande (ou baía de Portel) e o Amazonas (delta do Amazonas), além de outros inúmeros rios menores. É um componente da bacia do Tocantins e uma bifurcação do rio Tocantins.
Está situado no estado do Pará, Brasil. Apresenta águas barrentas e turvas, ricas em sedimentos originários dos seus rios fonte.

## Definição
Segundo Aziz Ab'Saber, o estuário do rio Pará compreende a região entre Breves, Melgaço e São Sebastião da Boa Vista, além da costa sudoeste da ilha de Marajó.
Muito se debate acerca da origem das águas do rio Pará. Entretanto, tal discussão parece ter sido resolvida com a publicação, em 2010, de um estudo científico denominado Les apports en eau de l'Amazone à l'Océan Atlantique, isto é, Entrada de água da Amazônia para o Oceano Atlântico (publicado no Journal of Water Science / Revue des Sciences de l'Eau, Lavoisier, Hermes Science Publications, 2010). Os autores desse estudo tiveram sucesso em determinar qual seria a contribuição de águas da região amazônica (portanto, não apenas do rio Amazonas, mas também do rio Pará) para o oceano Atlântico.
Dos 208.000 m³ de água doce da região amazônica despejados no oceano Atlântico anualmente, "apenas 6.000 m³ seriam oriundos do despejo de águas do rio Amazonas no rio Pará. Por isso mesmo, poucos hidrologistas, atualmente, consideram que a bacia do rio Pará (e rio Tocantins) faz parte da bacia Amazônica.
Em resumo, resta claro que o rio Pará recebe, principalmente e em abundância, águas do rio Tocantins e, em pequena medida, águas do rio Amazonas (através de pequenos furos e canais situados próximos à cidade de Melgaço). 